# Duncan U. Fletcher
Duncan U. Fletcher (Americus, 1859. január 6. – Washington, 1936. június 17.) az Amerikai Egyesült Államok szenátora (Florida, 1909–1936).